# 群馬県道114号苗ヶ島飯土井線
群馬県道114号苗ヶ島飯土井線（ぐんまけんどう114ごう なえがしまいいどいせん）は、群馬県前橋市を起点・終点とする一般県道。

## 概要
- 起点：前橋市鼻毛石町
- 終点：前橋市飯土井町（飯土井町交差点、国道17号上武道路交点）
- 延長：12.5km（予定）

赤城山南側の高原地帯を東西に横断する国道353号と、平野部の国道17号上武道路および国道50号との間の南北連絡は、長らく狭隘で迂回も多い旧街道筋の県道に依っており、前橋市・伊勢崎市への往来が日常化した赤城山南斜面の地元住民のみならず、この地域に1980年代以降進出した工業団地や関越自動車道・渋川市方面と群馬県東部方面の平野部とを往来するトラック輸送、および観光客の通行に不便を来していた。
県道114号はこれらを一挙に改善する直線ルートとして計画された歴史の新しい道路で、当初「赤城南面中央道」の仮称で計画（1997年に県道路線認定）されたことから、2004年に前橋市に合併された旧大胡町・宮城村地域の沿線住民からは「中央道」の通称で呼ばれることが多い。2004年以前は起点側が宮城村であったため「宮城前橋線」と称していたが、2004年の合併で全区間が前橋市内となったため、予定区間両端の町名に基づく道路名に改称された。
終点である飯土井町の上武道路交差点から北上し、前橋市東部の城南工業団地を貫通して国道50号と直交、以北も赤城山南麓を東西に横断する等高線沿いの既存県道と交差して直線的に北進する、ほとんど片勾配の路線である。途中、前橋市樋越町の県道3号前橋大間々桐生線交差点北方では上毛電気鉄道上毛線を跨線橋による立体交差で越える。全般に直線の多いルートで、既存集落を極力回避するように田畑の中を貫く線型が特徴。
長期に渡る区間工事の後、2000年に宮城村大字鼻毛石（当時。現・前橋市鼻毛石町）の県道333号上神梅大胡線と飯土井町上武道路交差点の間9.3kmが開通し、大胡町・宮城村と上武道路・国道50号を高規格で直結する新道として地元から重要視されるようになった。
以北も道路新設（一部既存市道の改築）で前橋市苗ヶ島町の国道353号へ結ぶ工事が進められているが、鼻毛石町内で道路予定地の地権者2名が長期に渡り買収拒否していたため進捗が遅れ、2008年10月に当該箇所は土地収用法に基づく裁決手続対象となった。
この間、2007年には333号交差点から1km弱北方の前橋市道交差点までが仮開通した。これは、国道353号との間の未開通区間を前橋市道経由で往来する大型トラック・トレーラーに、鼻毛石町市街地の辛うじて通過しうるほど狭隘な市道を経由するものが多く、付近の幼稚園・小中学校に通う児童・生徒の安全が危惧された事による、スクールゾーンからの迂回誘導が目的である。

## 通過する自治体
- 群馬県
  - 前橋市

## 交差・接続する道路
- 群馬県道333号上神梅大胡線 - 前橋市鼻毛石町（信号交差点）
- 群馬県道3号前橋大間々桐生線 - 前橋市樋越町（信号交差点）
- 群馬県道76号前橋西久保線 - 前橋市西大室町（信号交差点）
- 国道50号 - 前橋市東大室町（東大室町西交差点）
- 国道17号上武道路 - 前橋市飯土井町（飯土井町交差点、終点）